# Médaille de la bravoure du Roi

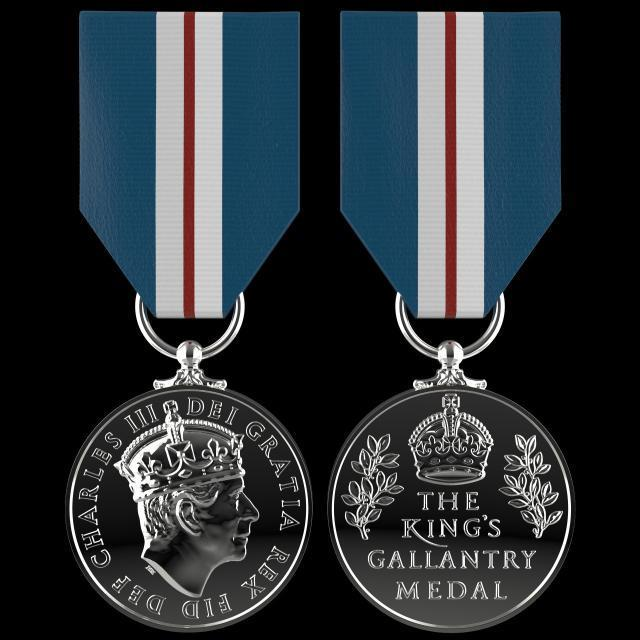
La médaille de la bravoure du Roi.

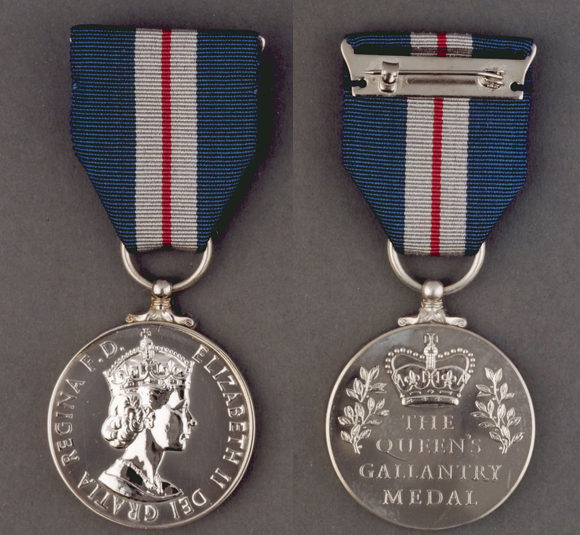
La médaille de la bravoure de la Reine (avant 2024).

La médaille de la bravoure du Roi (en anglais : King's Gallantry Medal, abrégé en KGM), auparavant la médaille de la bravoure de la Reine (en anglais : Queen's Gallantry Medal, abrégé en QGM), est la décoration civile de troisième niveau du Royaume-Uni et du Commonwealth.
Créée le 20 juin 1974 afin de remplacer l'ordre de l'Empire britannique, elle est décernée pour des « actes de bravoure exemplaires » et est essentiellement une médaille civile, bien qu'elle puisse être également accordée au personnel militaire. Un peu plus de 1 000 exemplaires ont été décernés depuis son institution, dont 120 aux policiers du Royal Ulster Constabulary au cours du conflit nord-irlandais.
Après l'avènement du roi Charles III, la médaille de la bravoure de la Reine est rebaptisée médaille de la bravoure du Roi. Les six premières récompenses de la médaille de la bravoure du Roi sont annoncées le 14 mai 2024,.